# Lauri Siering
Lauri Siering (Pomona (California), Estados Unidos, 23 de febrero de 1957) es una nadadora estadounidense retirada especializada en pruebas de estilo libre, donde consiguió ser subcampeona olímpica en 1976 en los 100 metros.

## Carrera deportiva
En los Juegos Olímpicos de Montreal 1976 ganó la medalla de plata en los 4x100 metros estilos (nadando el largo de estilo libre), con un tiempo de 4:14.55 segundos, tras la República Democrática Alemana (oro) y por delante de Canadá (bronce), siendo sus compañeras de equipo: Camille Wright, Shirley Babashoff y Linda Jezek.